# كانغ مان-يونغ
كانغ مان-يونغ (هانغل: 강만영) هو لاعب كرة قدم كوري جنوبي في مركز الهجوم، ولد في 14 يونيو 1962 في كوريا الجنوبية. لعب مع نادي سول.

## وصلات خارجية
- كانغ مان-يونغ على موقع دوري كوريا الجنوبية (الإنجليزية)